# 219-я моторизованная дивизия
219-я моторизованная дивизия — воинское соединение Вооружённых сил СССР в Великой Отечественной войне.

## История

### Формирование
Дивизия начала формироваться в марте 1941 года в Харьковском военном округе (ХВО) в составе 25-го механизированного корпуса, 21-й армии. На 22 июня 1941г. находилась в Резерве ставки ВГК дислоцировалась в Ахтырке.

### В действующей армии
Боевой период 219 мд: 22.06.1941-09.09.1944
- 22.06.1941 дивизия получила приказ о мобилизации

- 29.06.1941 219 мд была погружена в эшелоны на станции Ахтырка. Автомашинами дивизия был укомплектован всего на 7% от штатной численности, командным составом на 55%. Личный состав недавно сформированных соединений требовал выучки.

- 30.06.1941 219-я моторизованная дивизия сосредотачивалась в районе Романовка, Белгородка.  К 01.07.1941 в Василькове выгрузилось три эшелона 219-й моторизованной дивизии. В 8 утра четвертый эшелон подвергся жесткой бомбардировке на станции Васильков. Из-за того, что начальник эшелона не организовал ПВО станции, немецкие самолеты смогли безнаказанно разбомбить стоящий поезд, во время налета погибло 48 человек.

- 03.07.1941 получен новый приказ — грузиться и следовать по железной дороге в район Гомеля. 04.07.1941  219-я моторизованная дивизия сосредотачивалась в районе Внуковичи, Синий Колодезь, Николаевка (к этому времени еще не прибыли 710-й мсп, 1-й и 3-й батальоны 727-го мсп, либ, птд)

- 13.07.1941 боевым приказом 21-й армии № 03 ставится задача подготовки к контрудару в Быховском и Бобруйском направлениях. Для этого 219-я дивизия должна была сосредоточиться в районе Рудня, Борхов, Прибор (15-25 км западнее Гомеля) В 17:00,  было получено приказание штаба 21-й армии — 219-ю дивизию сосредоточить в районе Салтановка.

- 18.07.1941 боевым приказом № 04 командующий 21-й армией ставит задачу — уничтожить бобруйско-быховскую группировку немцев, одновременно наyести удар мотомехчастям противника с тыла через Пропойск на Кричев прочно обеспечивая правое крыло армии до восстановления связи с 13-й армией.